# Tympanistes testacea
Tympanistes testacea är en fjärilsart som beskrevs av Moore 1867. Tympanistes testacea ingår i släktet Tympanistes och familjen trågspinnare. Inga underarter finns listade i Catalogue of Life.